# Liber Veritatis
Le Liber Veritatis (Le « Livre de la Vérité » en latin) est un recueil de dessins cataloguant les tableaux achevés de Claude Gellée. Peintre de paysages, il commence à répertorier ces dessins vers 1635-1636, quand il commence à avoir du succès, et le maintient jusqu'à sa mort en 1682. L'ouvrage est désormais conservé au British Museum.
Il a été reproduit en estampes de 1774 à 1777 par Richard Earlom et a eu une influence considérable sur l'art paysager britannique,. Le titre Liber Veritatis a d'ailleurs été inventé à l'occasion de ces reproductions, mais désigne désormais également l'œuvre originale.

## Description
Les dessins, comme la plupart de ceux de son auteur, combinent plume et lavis (aquarelle), ce dernier brun ou gris, et souvent les deux. Il rehausse souvent à la gouache blanche et retouche parfois avec d'autres couleurs comme le doré ou le bleu,.
Le livre original est un cahier d'esquisses fait de groupes de pages blanches ou bleues avec une taille de page moyenne de 19,4 × 25,7 cm. Claude Gellée l'entame avec un autoportrait, puis consacre à chaque page un tableau, notant régulièrement quelques détails au verso du dessin (un numéro de référence, une signature, le nom du commanditaire et d'où il était, un commentaire sur le sujet de l'œuvre...) ; après plusieurs années, il commence à ajouter la date. Dans l'original, 195 tableaux sont représentés de cette manière. Des ajouts ont été faits par la suite, ainsi que des reliures. Les dessins sont de plus en plus élaborés et détaillés au fil du temps, Claude attachant apparemment un soin particulier à cette entreprise.
Il y a deux index manuscrits, dont le premier est considéré comme étant certainement de la main du Lorrain.
Un tel registre de l'œuvre d'un artiste est exceptionnellement rare, de cette époque ou des antérieures. Il a grandement aidé les spécialistes à authentifier, dater et étudier les tableaux ; il a notamment codé ses dessins sous la forme « LV 123 »,. Claude Gellée a expliqué à son biographe Filippo Baldinucci, à qui il a montré le cahier à la fin de sa vie, qu'il avait enregistré tous ses tableaux ainsi pour se défendre d'autres peintres qui chercheraient à s'attribuer la paternité de ses œuvres, comme cela était déjà arrivé dès le début de sa carrière. Les dessins sont devenus de plus en plus élaborés au fil des ans, jusqu'à ce que « le livre devienne sa plus précieuse possession et virtuellement une fin en soi, en tant qu'œuvre d'art,. »
Pour Michael Kitson, son principal exégète, son caractère unique réside dans le fait qu'il est à la fois un document pictural révélateur de l'esprit systématique de Claude et une œuvre à part entière.

## De la peinture au dessin

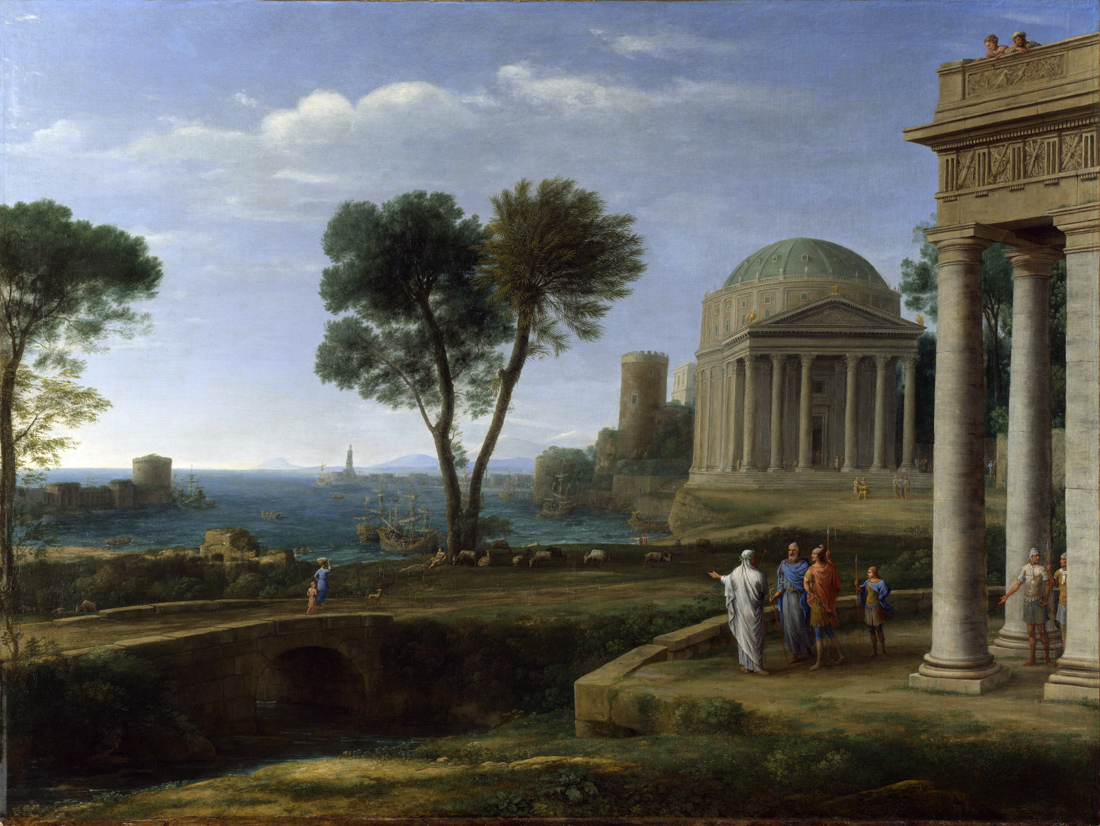
Paysage avec Aeneas à Delos, National Gallery, 1672.

Les dessins du Liber Veritatis sont des archives d'œuvres achevées, l'inverse des croquis préparatoires et des modelli souvent réalisés par Claude Gellée et d'autres artistes avant ou pendant le travail de la peinture. De tels dessins à des fins de référencement sont généralement difficiles à distinguer des dessins préparatoires, et l’approche systématique du Lorrain est exceptionnelle. Son dernier tableau, Paysage avec Ascagne abattant le cerf de Silvia (1682, Ashmolean Museum, Oxford), n'est pas tout à fait terminé et ne figure pas dans le livre. On pense qu'il était encore sur le chevalet à sa mort, et donc le dessin pour le livre n'a pas pu être fait.
Les pages du carnet de croquis ont été remplies par les dessins, en utilisant le format « portrait » ou « paysage » selon le cas. Les compositions ont donc souvent été légèrement comprimées ou étirées pour tenir compte des différents rapports hauteur/largeur du carnet de croquis par rapport à la peinture. En général, la composition est très fidèlement copiée, de plus en plus au fil de la série. Cependant, les détails du feuillage en particulier sont parfois librement adaptés. Le Paysage avec Hagar et l'ange à la National Gallery de Londres (NG 61, daté de 1646) est apparemment référencée comme « LV 106 », mais bien que le tableau soit au format portrait vertical, le dessin est au format paysage horizontal. Dans le dessin, certains détails sont modifiés, et la montagne au centre et la végétation de chaque côté sont étendues,.
Toutes les peintures attribuées à Claude Gellée ne sont pas présentées. Commencée en 1635, la mise à jour du livre par Claude semble avoir été irrégulière pendant les deux premières années. Les plus petits formats et les secondes versions d'un sujet, que Claude a souvent produites, sont souvent omises. La série a apparemment été commencée sur des feuilles volantes, mais très vite, Claude a fait relier ces feuillets et de nombreuses feuilles vierges pour en faire un cahier ou un livre. Il semble que la fin du livre original ait été atteinte avec « LV 185 » le 25 mars 1675, comme indiqué sur la note du Lorrain au verso, mais d'autres feuilles ont été ajoutées.

Quelques dessins du Liber Veritatis
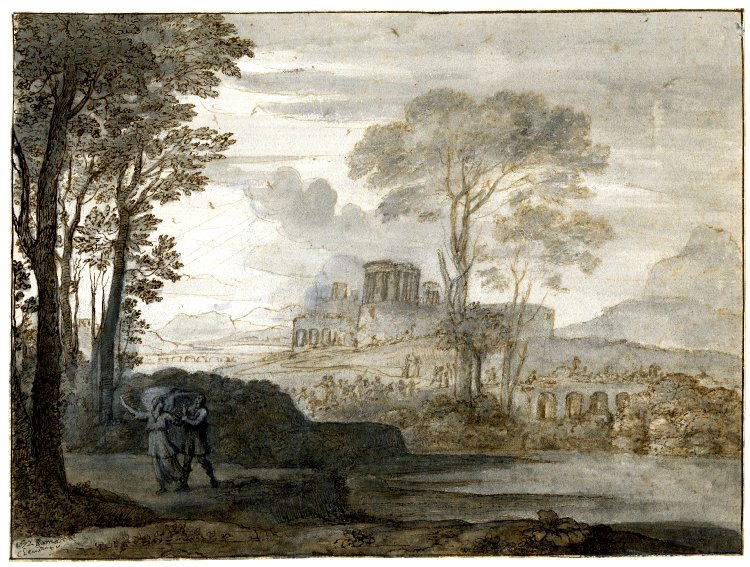
Paysage avec Jacob luttant avec l'Ange (Nuit), musée de l'Ermitage (voir tableau).
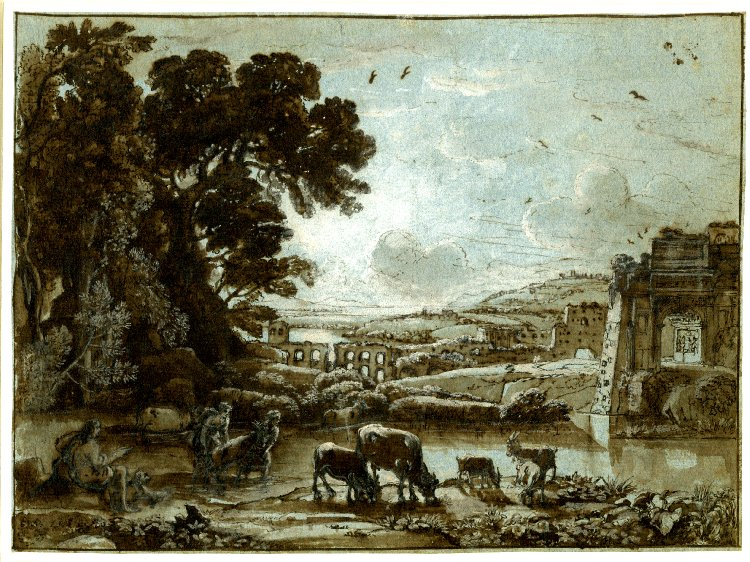
Paysage pastoral avec l'Arche de Titus, Longford Castle[14].
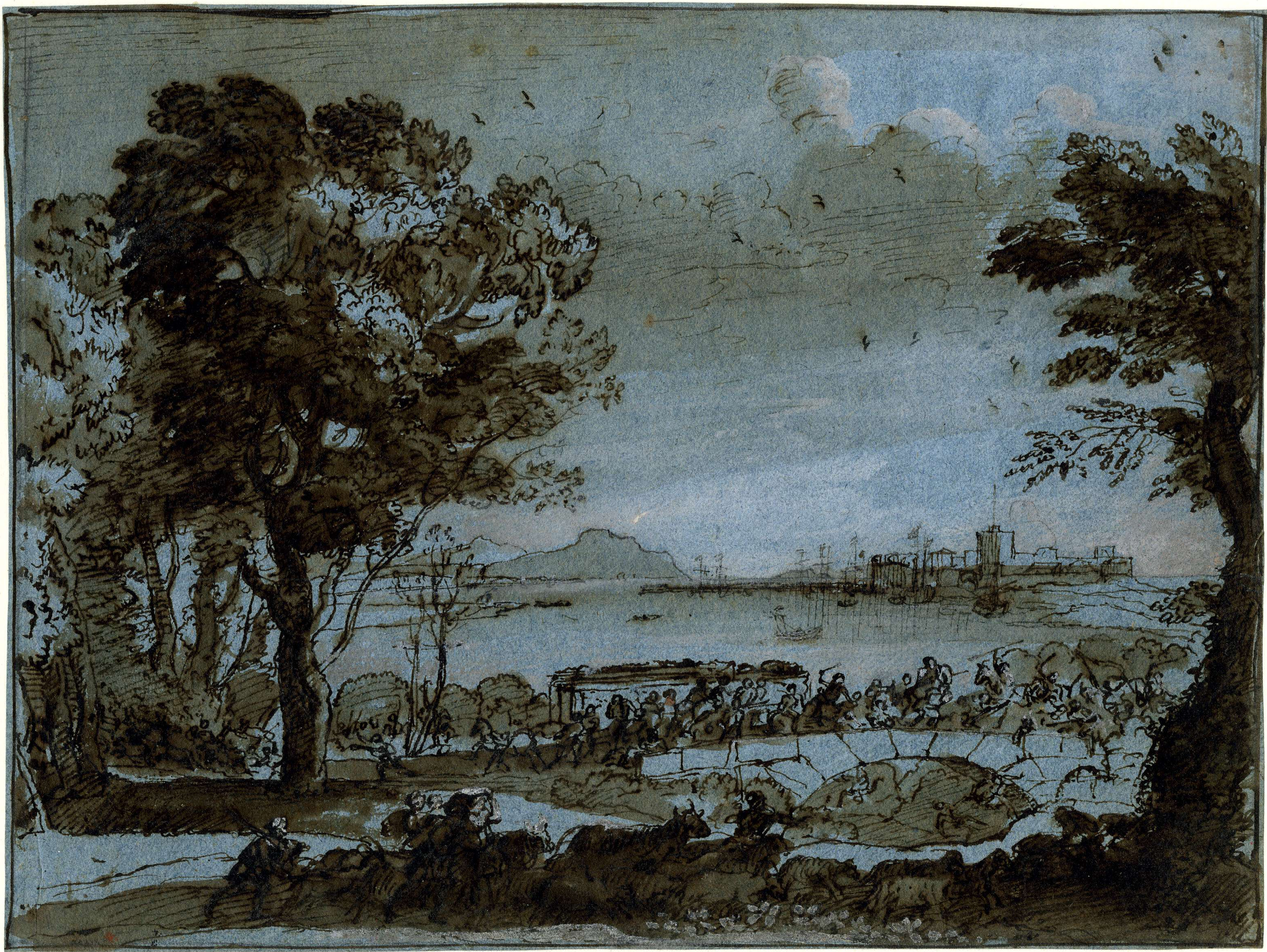
« LV 137 », Scène côtière avec une bataille sur un pont, dont deux tableaux sont connus, dont l'un au Pushkin Museum.

## Histoire
Par une mention spécifique dans son testament, Claude Gellée a laissé le livre à sa fille adoptive Agnese, que l'on pense être sa vraie fille, d'une servante. Elle semble être morte en 1716 et l'ouvrage est passé au neveu de l'artiste, Joseph. C'est à Paris vers 1717 qu'un deuxième index en français semble avoir été ajouté, référençant les propriétaires actuels du tableau. Le livre a ensuite été acheté par William Cavendish (deuxième duc de Devonshire) au début des années 1720. Il a probablement été conservé à la Devonshire House de Londres, où il a été vu par Gustav Friedrich Waagen en 1835,. Cependant, il n'était pas facilement accessible aux artistes et la version imprimée était une révélation pour la scène florissante de l'art paysager anglais. Cette longue période d’accès limité et de peu de manipulation a permis aux dessins de rester dans un état « exceptionnellement fin », malgré le papier fin,.

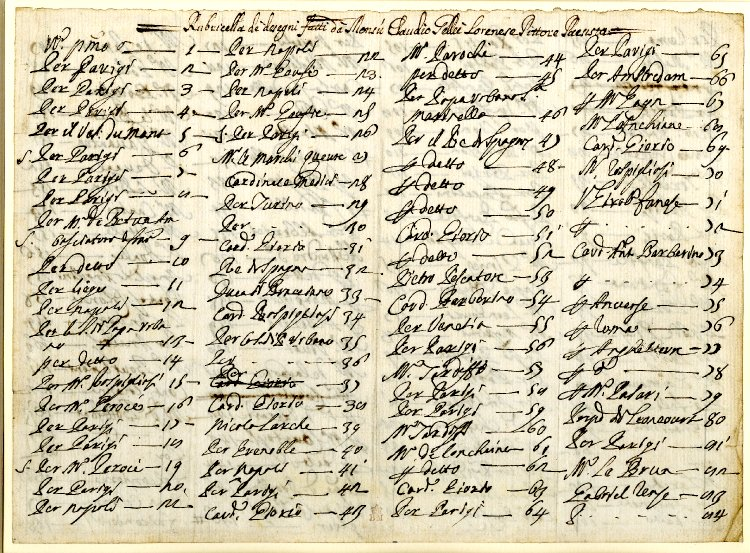
Une des pages d’index, précisant les propriétaires des tableaux.

À la fin du XVIIIe siècle, le livre avait été démantelé et les feuilles montées individuellement et placées dans une nouvelle reliure. Les supports, en papier-sucre, ont été découpés pour permettre de voir les versos des feuillets. Cinq dessins supplémentaires de Claude Gellée ont été ajoutés, pour faire un total de 200.
En 1850, le livre a été transféré à Chatsworth House, dans le Derbyshire. En 1957, il est cédé à la nation dans le cadre du règlement relatif aux droits de succession, à la suite de la mort de Victor Cavendish : le Liber Veritatis est ainsi placé sous la responsabilité du British Museum,. Il était représenté par des photographies de certaines pages de la première grande exposition de Claude Gellée en 1969 (à Newcastle upon Tyne et à Londres) « en partie pour des raisons de sécurité et de coût » et parce qu'une seule page aurait pu être affichée. Dans les années 1970, il a été désassemblé et les pages montées individuellement ; certaines pages ont ensuite été prêtées à diverses expositions.

## Postérité

### Reproductions

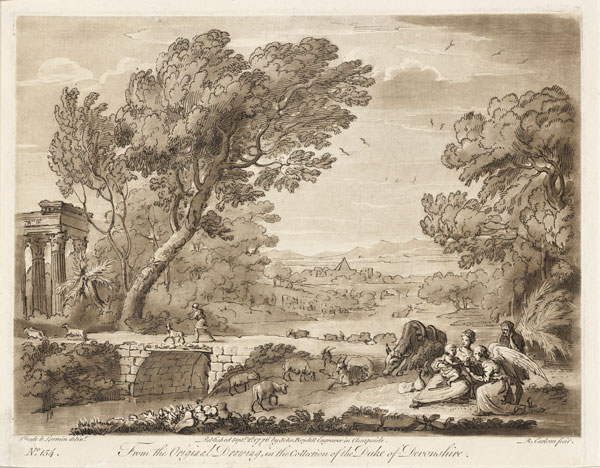
Estampe de Richard Earlom reproduisant le dessin LV 154, 1776.

Richard Earlom, important graveur anglais, reçoit une commande de John Boydell pour reproduire les 200 dessins en estampes, afin de les inclure dans une édition du Liber Veritatis, qui serait finalement publiée entre 1774 et 1777 en deux volumes sous le nom Liber Veritatis. Or, A Collection of Two Hundred Prints, After the Original Designs of Claude le Lorrain, in the Collection of His Grace the Duke of Devonshire, Executed by Richard Earlom, in the Manner and Taste of the Drawings...., avec comme description au verso : « Catalogue descriptif de chaque estampe », ainsi que le propriétaire actuel, s'il était connu. Un autre volume de 100 estampes d'après les dessins de Claude Gellée tirés de diverses collections britanniques a été ajouté en 1819, utilisant également le titre de Liber Veritatis,.
Les estampes ont été réalisées à l'eau-forte pour reproduire les tracés du Lorrain et en manière noire pour les lavis d'encre, ce qui permet d'avoir une bonne impression des originaux. Toutes ont été imprimées à l'encre brune sur papier blanc, ignorant ainsi le bleu de la moitié des dessins originaux. Les estampes ont eu beaucoup de succès et ont été réimprimées ; les plaques ont été retravaillées afin de s'approcher au maximum du niveau de détail des dessins originaux. Elles ont servi de modèles de dessins par les professeurs et ont influencé la technique de l'aquarelle anglaise, en particulier Francis Towne,.
Un autre jeu d'estampes de reproduction d'après le Liber Veritatis a été produit par Ludovico Caracciolo et publié à Rome en 1815. Caracciolo est un peintre paysagiste italien devenu le protégé de la duchesse Elizabeth Cavendish, qui s'était installée à Rome une fois devenue veuve en 1811. Tous les feuillets ont été reproduits dans un livre de Michael Kiston sur le Liber Veritatis et sont disponibles en ligne sur le site du British Museum.

### Influence
Le Liber Studiorum (« Livre d'Étude »), que Turner exécute au retour de son premier voyage, s'inspire largement du Liber Veritatis, à qui Turner vouait un culte, mais aussi pour des raisons financières.
D'autres artistes adoptent plus tard le titre de Liber Veritatis pour leurs propres cahiers de dessins répertoriant leurs œuvres, tels que Andreas Schelfhout (1787–1870), peintre paysagiste néerlandais, et Eugène Burnand, peintre suisse (1850–1921).